# M6迫撃砲

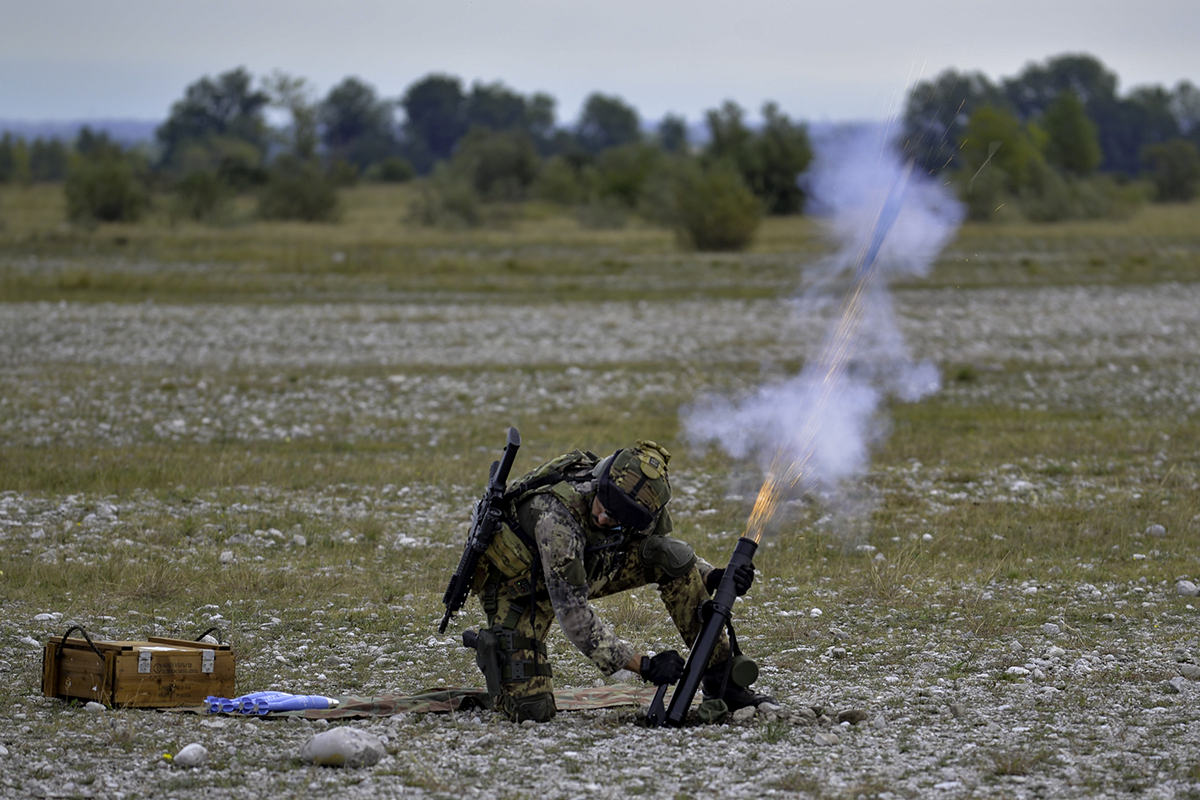
イタリア陸軍M6H-895

M6迫撃砲は、オーストリアのヒルテンベルガー社（Hirtenberger）が設計した軽迫撃砲（コマンド迫撃砲）。
この迫撃砲はトリガー発射式の曲射弾道、直接照準迫撃砲であり、1人で射撃が可能で、迅速な展開を要する火力要求を満たすことを目的に開発された。高機動運用されるこの砲は、一般的な60mm迫撃砲弾の全種類を発射することができる。

## バリエーション
- M6C-210

- M6C-640T（英語版）

陸上自衛隊の水陸機動団、偵察戦闘大隊、普通科教導連隊が60mm迫撃砲(B)として使用する。
- M6(H)-640

640の砲身での射撃は、最大作動ガス圧が550barに制限されているため、使用は装薬5までに制限されている。イギリス陸軍の機械化小隊は現在、武器の一部としてM6-640を使用している。
- M6(H)-895

M6-895は、イギリス陸軍の緊急運用要件 (UOR) として調達された。1分間に1～12発の速度で直射および間接射撃で発射できる。L9A151mm軽迫撃砲の代替として採用された。
2016年には、アフガニスタンでの作戦の後、イギリス海兵隊のコマンド部隊とパラシュート連隊部隊だけがこれらの迫撃砲を使用することが発表された。
- M6(H)-1000

## 諸元・性能

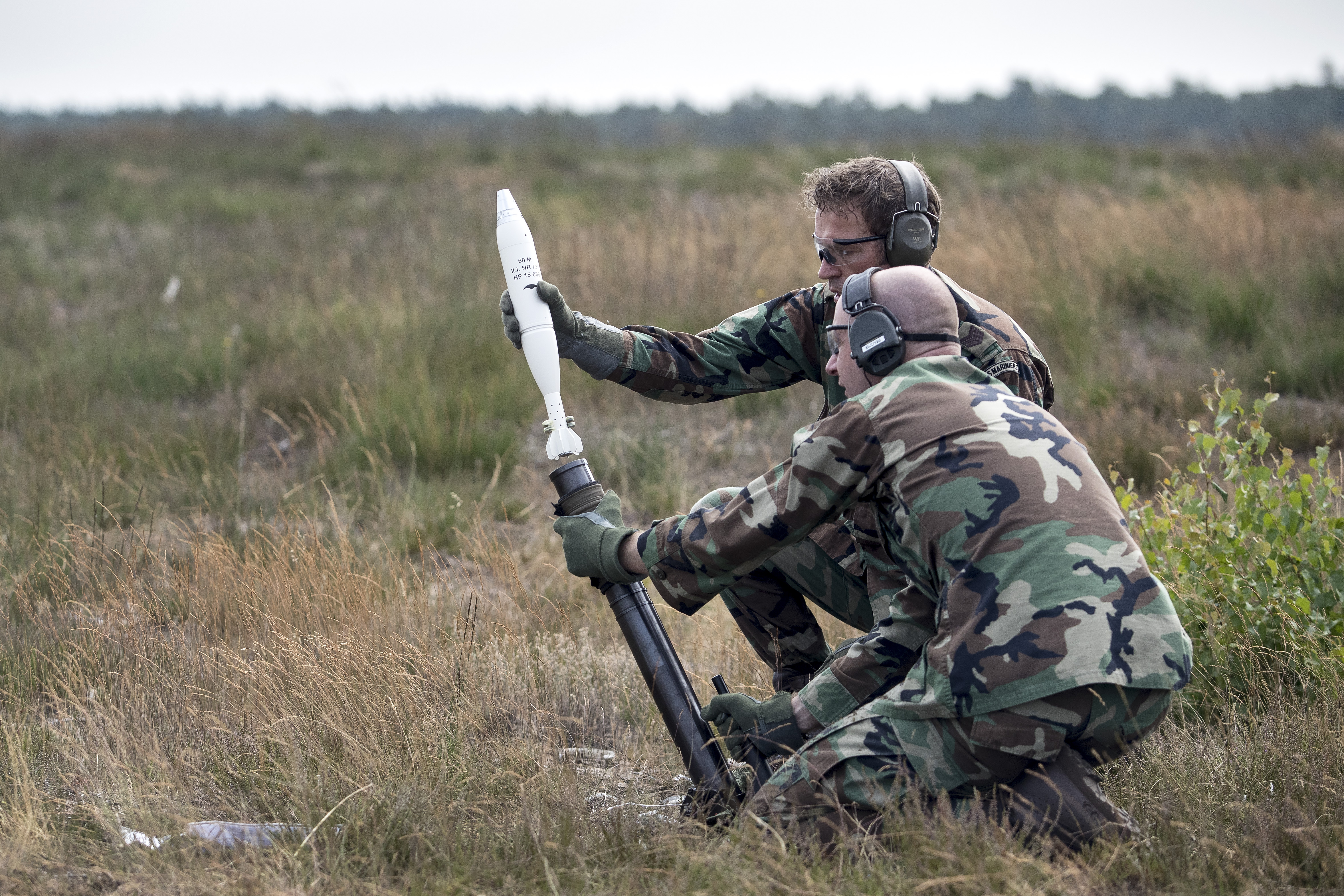
オランダ海兵隊 M6-895 IR照明弾

- M6C-210

重量
5.1kg
砲身長
81.5cm
口径
60mm
発射速度
15発/分
有効射程
1,600m
最大圧力
250bar
使用可能弾種
榴弾（HE）、照明弾、発煙弾。

### M6C-640T
全長
825mm
重量
6.2kg
総重量
11.2 kg（バックパック (2.2 kg) と補機用バッグ (2.8 kg) ）
装薬2の最大射距離
1,384 m
装薬3の最大射距離
1,921 m
使用可能弾種
榴弾（HE）、IR照明弾、発煙弾。

### M6(H)-640
バイポッド重量
9.3kg（H：12.5kg）
ベースプレート重量
4.8kg（H：4.7kg）
砲身重量
4.5kg（H：4.6kg）
総重量
18.6kg（全高：21.8kg）
砲身長
722mm（H：729mm）
装薬1での最大射距離
464m
装薬2の最大射距離
1,384 m
装薬3の最大射距離
1,921 m
装薬5の最大射距離
2,872 m

### M6(H)-895
バイポッド重量
9.3kg（H：12.5kg）
ベースプレート重量
4.8kg（H：4.7kg）
砲身重量
5.4kg（H：5.5kg）
総重量
19.5kg（全高：22.7kg）
砲身長
977mm（H：984mm）
装薬0の最大射距離
561 m
装薬2の最大射距離
1,524 m
装薬3の最大射距離
2,100 m
装薬5の最大射距離
3,154 m
装薬6の最大射距離
3,610 m
最大作動ガス圧650 bar

### M6(H)-1000
バイポッド重量
9.3kg（H：12.5kg）
ベースプレート重量
4.8kg（H：4.7kg）
砲身重量
5.8kg（H：5.9kg）
総重量
19.9kg（全高：23.1kg）
砲身長
1082mm（H：1089mm）
装薬0の最大射距離
579 m
装薬2の最大射距離
1,710 m
装薬3の最大射距離
2,401 m
装薬5の最大射距離
3,365 m
装薬6の最大射距離
3,933 m
最大作動ガス圧
650 bar

## 採用国
- イタリア（M6H-895）
- オーストリア
- ギリシャ
- スイス
- ブルガリア
- オランダ王国（M6-895）
- 日本（M6C-640T）